# 조앤 스몰스
조앤 스몰스(Joan Smalls, 1988년 7월 11일 ~ )는 푸에르토리코의 모델이다.